# 月の地誌学

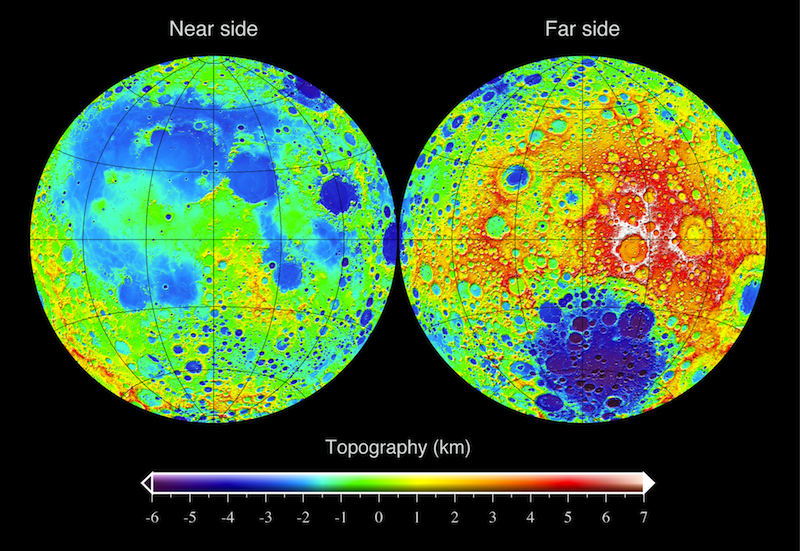
月の地誌学

月の地誌学(Topography of the Moon)は、レーザー高度測定や立体画像分析によって研究される。また、近年では、クレメンタインによって得られたデータも用いられる。最も目立つ地誌学的な特徴は、月で最も低い地点を含む、月の裏にある巨大な南極エイトケン盆地である。月で最も高い地点は、この盆地のちょうど北東にあり、この地域は南極エイトケン盆地が生成した衝突の際の噴出物が堆積していると考えられている。その他の衝突盆地には、雨の海、晴れの海、危難の海、スミス海、東の海等があり、低地と隆起したリムからなっている。
その他の顕著な特徴として、月の裏は月の表より平均で約1.9km高いという特徴がある。地殻がアイソスタシーであり、地殻の密度がどこでも同じであると推定すると、高地は厚い地殻と関連づけられる。重力、地誌学、地震学のデータから月の地殻の厚さは平均約50 ± 15 kmであり、月の裏の地殻は、月の表の地殻よりも約15km厚いと考えられている。